# George Lessey
George Lessey (Amherst, 8 giugno 1879 – Westbrook, 3 giugno 1947) è stato un attore, regista e sceneggiatore statunitense che lavorò nel cinema all'epoca del muto.

## Filmografia

### Attore
- From Tyranny to Liberty, regia di J. Searle Dawley (1910)
- The Declaration of Independence (1911)
- Romeo and Juliet, regia di Barry O'Neil (1911)
- Mother and Daughters (1912)
- The Corsican Brothers, regia di Oscar Apfel e J. Searle Dawley (1912)
- The Nurse, regia di Bannister Merwin (1912)
- Tony's Oath of Vengeance, regia di Oscar Apfel (1912)
- The Heir Apparent, regia di Oscar Apfel (1912)
- How Washington Crossed the Delaware, regia di Oscar Apfel (1912)
- The Mine on the Yukon (1912)
- Rowdy and His New Pal (1912)
- The Boss of Lumber Camp Number Four, regia di Oscar Apfel (1912)
- The Guilty Party, regia di Oscar Apfel (1912)
- The Bank President's Son, regia di Oscar Apfel (1912)
- A Romance of the Ice Fields, regia di Oscar Apfel (1912)
- Their Hero, regia di Ashley Miller (1912)
- The Sunset Gun, regia di Bannister Merwin (1912)
- A Western Prince Charming (1912)
- Jim's Wife (1912)
- The High Cost of Living (1912)
- The Man Who Made Good, regia di J. Searle Dawley (1912)
- Martin Chuzzlewit, regia di Oscar Apfel e James Searle Dawley (1912)
- A Man in the Making, regia di Ashley Miller (1912)
- The Passer-By, regia di Oscar Apfel (1912)
- The Little Bride of Heaven (1912)
- The Workman's Lesson (1912)
- The Little Artist of the Market (1912)
- The Sketch with the Thumb Print (1912)
- The Harbinger of Peace (1912)
- The Dam Builder, regia di Bannister Merwin (1912)
- The Governor, regia di Harold M. Shaw (1912)
- Hearts and Diamonds, regia di Harold M. Shaw (1912)
- Under False Colors, regia di Charles Brabin (1912)
- A Fresh Air Romance, regia di Harold M. Shaw (1912)
- A Soldier's Duty, regia di Charles Brabin (1912)
- At the Masquerade Ball, regia di Harold M. Shaw (1912)
- The New Member of the Life Saving Crew, regia di Harold M. Shaw (1912)
- Romance of the Rails, regia di Harold M. Shaw (1912)
- Hope, a Red Cross Seal Story, regia di Charles Brabin (1912)
- A Dollar Saved Is a Dollar Earned, regia di Charles J. Brabin (1912)
- His Mother's Hope, regia di Charles J. Brabin (1912)
- For Her, regia di Harold M. Shaw (1912)
- The Running Away of Doris, regia di Ashley Miller (1913)

- A Divorce of Convenience, regia di Robert Ellis (1921)
- Is Life Worth Living?, regia di Alan Crosland (1921)
- Why Girls Leave Home, regia di William Nigh (1921)
- Handcuffs or Kisses, regia di George Archainbaud (1921)

- Durand of the Bad Lands, regia di Lynn Reynolds (1925)

- Le sorprese dell'amore (Bride By Mistake), regia di Richard Wallace (1944)

- ...e un'altra notte ancora
- The Missing Lady

### Regista
- The Will of the People (1913)

- The Awakening of a Man – cortometraggio (1913)

- Peg o' the Movies – cortometraggio (1913)

- The Witness to the Will – cortometraggio (1914)
- The Mystery of the Talking Wire – cortometraggio (1914)
- An American King – cortometraggio (1914)

- The Mystery of the Ladder of Light – cortometraggio (1914)
- With the Eyes of Love – cortometraggio (1914)
- The Mystery of the Laughing Death – cortometraggio (1914)
- The Mystery of the Silver Snare – cortometraggio (1914)
- Her Grandmother's Wedding Dress  – cortometraggio(1914)
- An Alaskan Interlude – cortometraggio (1914)
- His Sob Story – cortometraggio (1914)
- The Mystery of the Amsterdam Diamonds – cortometraggio (1914)
- The Mystery of the Fadeless Tints – cortometraggio (1914)
- Molly the Drummer Boy – cortometraggio (1914)
- Her Spanish Cousins – cortometraggio (1914)
- The Two Doctors – cortometraggio (1914)
- Laddie – cortometraggio (1914)
- The Mystery of the Lost Stradivarius – cortometraggio (1914)
- The Mystery of the Octagonal Room – cortometraggio (1914)
- The Birth of the Star Spangled Banner – cortometraggio (1914)
- Face Value – cortometraggio (1914)
- The Mystery of the Sealed Art Gallery – cortometraggio (1914)

- The Brass Bowl, co-regia di Ben F. Wilson (1914)

- One Night (1915)

- The Suburban (1915)

- Graft, co-regia di Richard Stanton - serial cinematografico (1915)
- The Purple Lady (1916)

- The Eagle's Eye, co-regia di Wellington A. Playter, Leopold Wharton e Theodore Wharton - serial (1918)

### Sceneggiatore
- An Alaskan Interlude, regia di George Lessey – cortometraggio (1914)
- Molly the Drummer Boy, regia di George Lessey – cortometraggio (1914)
- Her Spanish Cousins, regia di George Lessey – cortometraggio (1914)
- Laddie, regia di George Lessey – cortometraggio (1914)